# Nunapitchuk
Nunapitchuk es una ciudad ubicada en el Área censal de Bethel en el estado estadounidense de Alaska. En el Censo de 2010 tenía una población de 496 habitantes y una densidad poblacional de 22,65 personas por km².

## Geografía
Nunapitchuk se encuentra en las coordenadas 60°52′49″N 162°27′37″O / 60.88028, -162.46028. Según la Oficina del Censo de los Estados Unidos, Nunapitchuk tiene una superficie total de 21.9 km², de la cual 19.31 km² corresponden a tierra firme y (11.82%) 2.59 km² es agua.

## Demografía
Según el censo de 2010, había 496 personas residiendo en Nunapitchuk. La densidad de población era de 22,65 hab./km². De los 496 habitantes, Nunapitchuk estaba compuesto por el 2.42% blancos, el 0% eran afroamericanos, el 95.77% eran amerindios, el 0% eran asiáticos, el 0% eran isleños del Pacífico, el 0% eran de otras razas y el 1.81% pertenecían a dos o más razas. Del total de la población el 0% eran hispanos o latinos de cualquier raza.